# Cranichis scripta
Cranichis scripta är en orkidéart som beskrevs av Friedrich Fritz Wilhelm Ludwig Kraenzlin. Cranichis scripta ingår i släktet Cranichis, och familjen orkidéer. Inga underarter finns listade i Catalogue of Life.